# Architettura russa

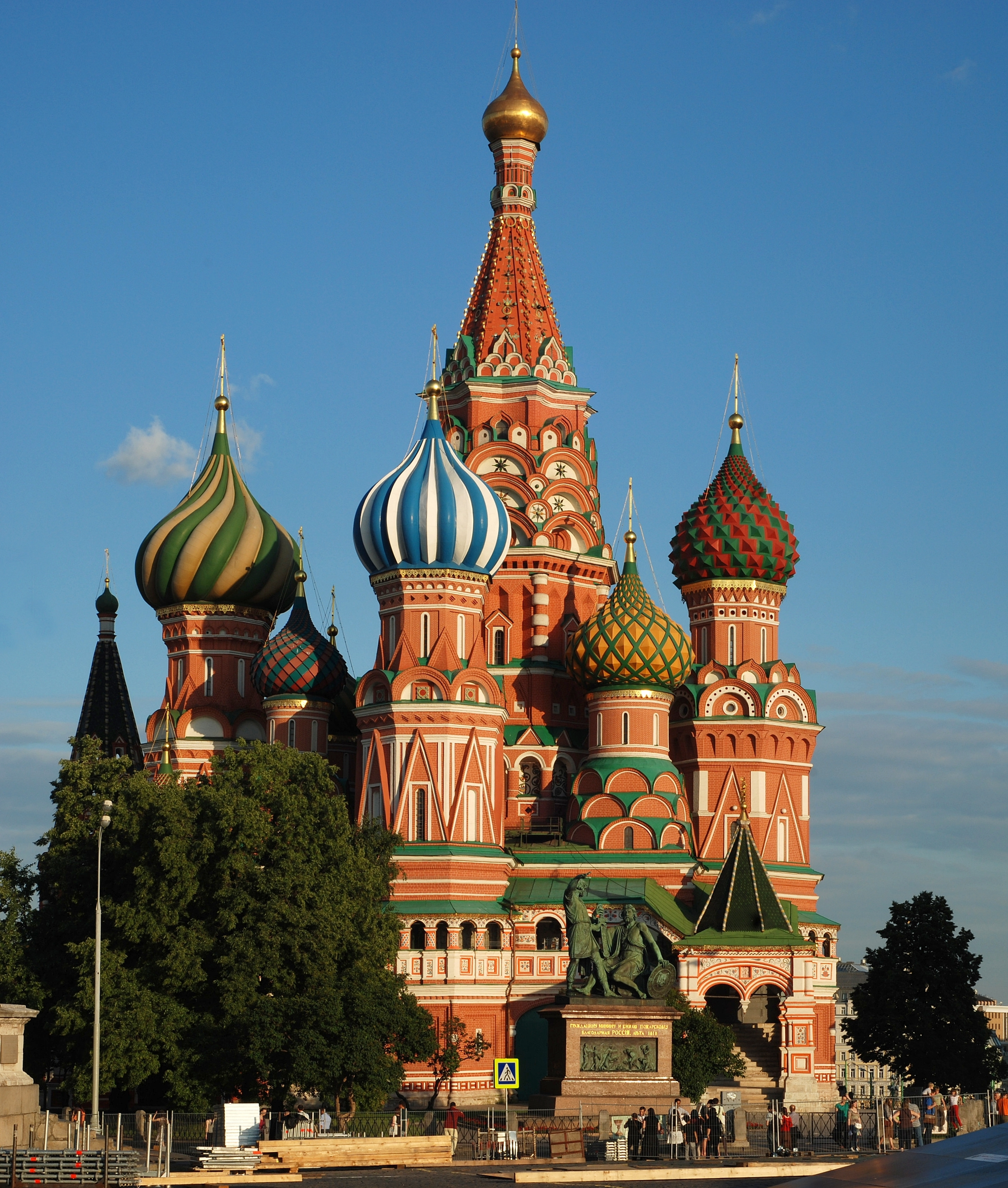
la Cattedrale di San Basilio a Mosca, simbolo per antonomasia dell'architettura russa

L'architettura russa segue una tradizione le cui radici derivano direttamente dall'architettura bizantina. Impostasi nella Rus' di Kiev che fuse i modi costruttivi bizantini (murature) con i motivi tipici delle più antiche e ardite strutture il legno della zona, è proseguita sotto il Principato di Vladimir-Suzdal', la Repubblica di Novgorod e di Pskov, il Granducato di Mosca e si è raffinata sotto il Regno russo con gli stili Barocco ucraino e Barocco moscovita e poi aperta all'occidente e modernizzata con Pietro il Grande durante l'Impero russo (Barocco petrino), e infine razionalizzata con l'Unione Sovietica e della Russia moderna.
Del periodo dei principati e anni precedenti sono rimaste quasi esclusivamente architetture sacre dato che le case civili (compresi i palazzi del ceto più abbiente) erano costruiti in legno.

## Architettura medievale (X-XVII secolo)

### Architettura della Rus' di Kiev (988-XII secolo)

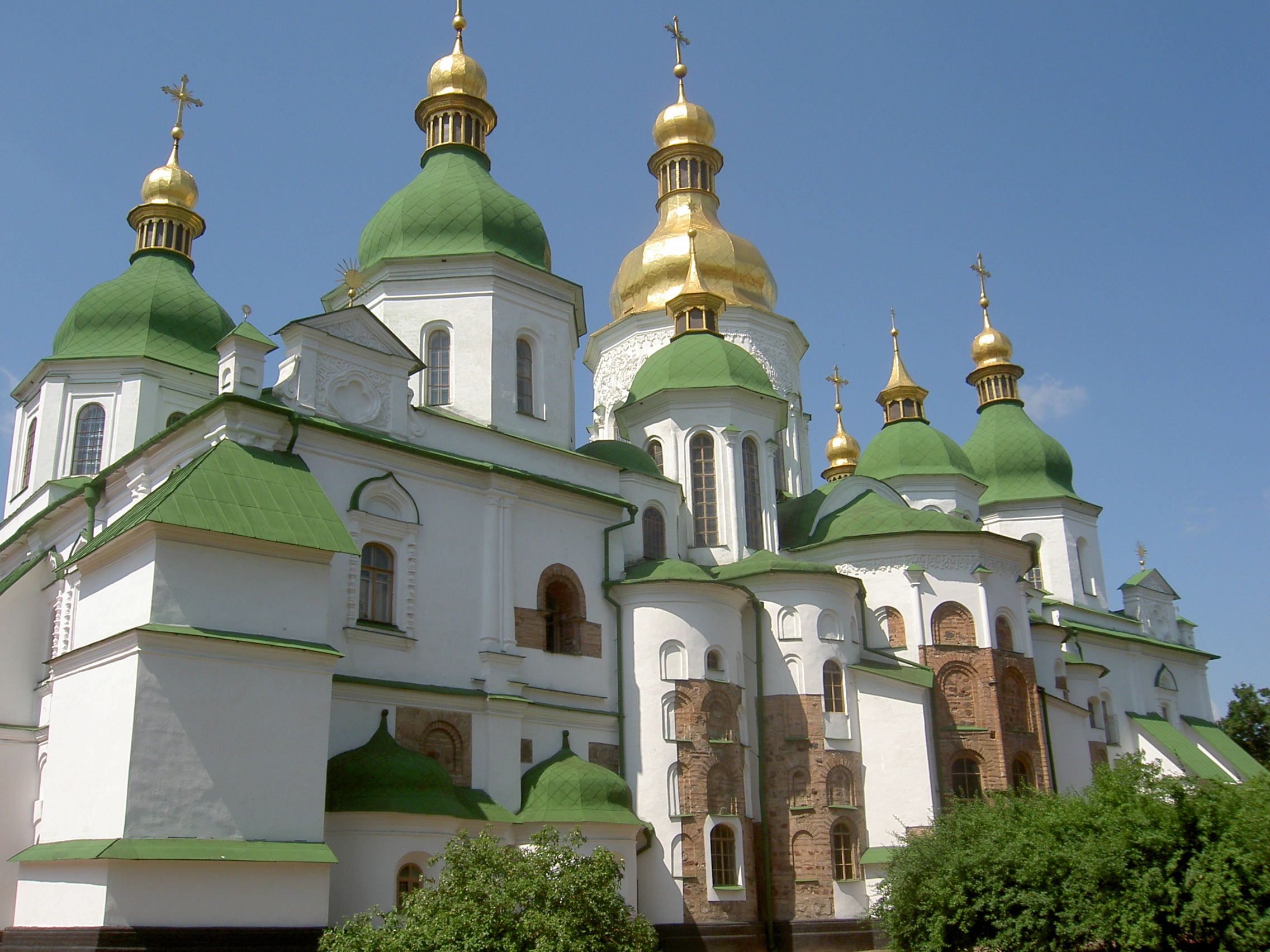
la Cattedrale di Santa Sofia a Kiev

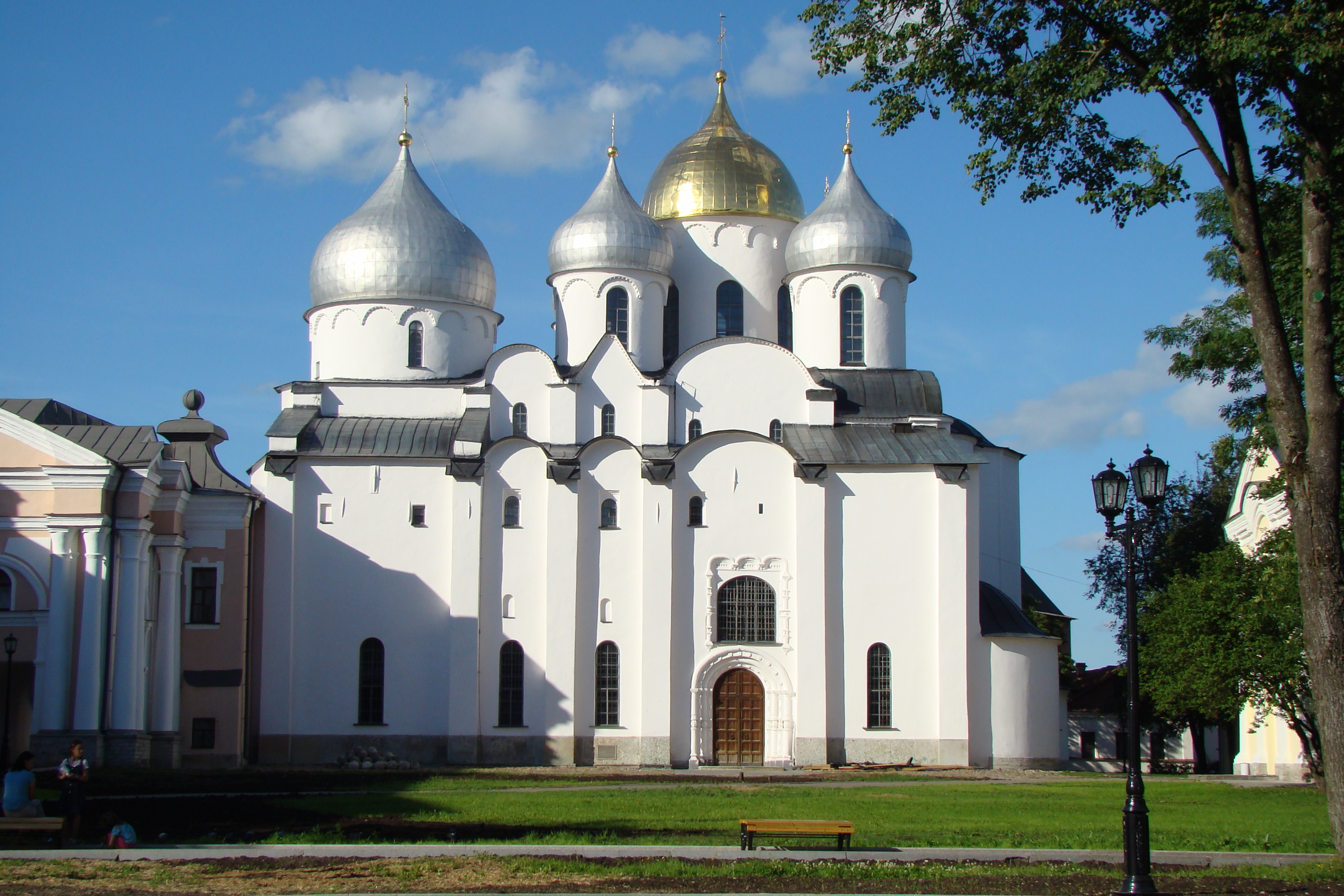
la Cattedrale di Santa Sofia a Novgorod

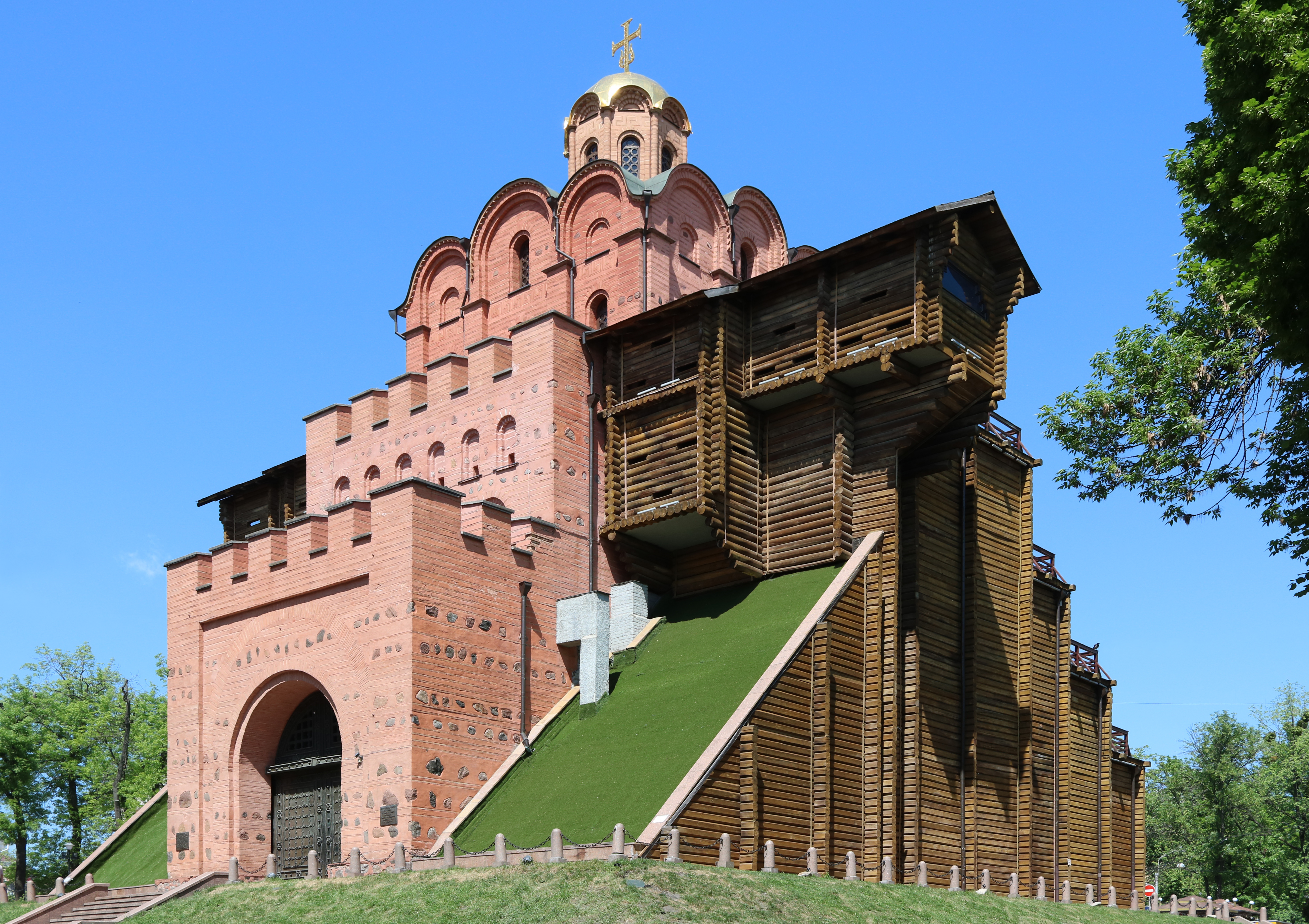
la Porta d'Oro di Kiev

L'influenza culturale della medievale Rus' di Kiev viene rintracciata nelle tradizioni architettoniche di pochi Stati odierni, come la Bielorussia, l'Ucraina e soprattutto la Russia.
Le grandi chiese della Rus' di Kiev, costruite dopo la conversione al cristianesimo nel 988, furono i primi esempi di architettura monumentale nelle terre degli slavi orientali. Lo stile architettonico della Rus' era incentrato sull'influenza diretta di Costantinopoli, e quindi l'adozione di sistemi costruttivi in muratura. Le prime chiese ortodosse erano infatti principalmente in legno.
La prima chiesa in pietra della Rus' fu la Chiesa delle Decime a Kiev, costruita nel 989 come cattedrale, vicino al castello del Gran principe di Kiev. Venne molto modificata nella prima metà del XII secolo e distrutta nel 1240 dall'orda di Batu Khan.
La Cattedrale di Santa Sofia di Kiev, costruita a partire dal 1037, è una delle strutture architettoniche più significative di questo periodo. Venne costruita da architetti di Costantinopoli con la partecipazione di artisti di Kiev. La struttura è composta di 5 navate, 5 absidi e (alquanto strano per l'architettura bizantina) 13 cupole, primo impulso di modifica secondo quello che diverrà lo stile Russo. È circondata da una doppia fila di gallerie su tre lati, e misura 37x55 metri. L'interno è rivestito di mosaici e affreschi. Alla fine del XVII secolo venne restaurata con la ricostruzione delle coperture in stile Barocco ucraino. Il tempio è stato classificato come Patrimonio dell'umanità dall'UNESCO.
Nel nord della Russia si trova un'altra città che all'epoca fu molto potente, Velikij Novgorod, o meglio Novgorod la Grande, con estesi commerci che andavano dal Mar Baltico al Mar Bianco, lungo la cosiddetta via variago-greca. Vi si trova un edificio molto significativo per la nascita dell'architettura russa, la Cattedrale di Santa Sofia (1044-1052), che ha espresso un nuovo stile che influenzerà fortemente la costruzione delle chiese su tutta la Russia del nord. Le sue austere mura spesse, piccole e strette finestre, e cupole a bulbo rimandano anche all'architettura romanica dell'Europa occidentale. La costruzione era stata supervisionata da operai provenienti da Kiev, che importarono anche i materiali, infatti la cattedrale di Novgorod sorse sulle forme della sua omonima di Kiev, rielaborandole. Ne risultano più contenute le dimensioni ma maggiore il senso di verticalismo, accentuato anche dall'utilizzo di cupole a bulbo riprese dall'architettura delle chiese di legno.
La città di Novgorod ha conservato intatta la sua architettura durante il periodo dell'invasione mongola, poiché fu una delle poche città a non venir invasa. Le prime chiese furono commissionate dai principi, ma dal XIII secolo saranno i mercanti, le corporazioni e la comunità a preoccuparsene.
Nel 1101 Vladimir Monomaco, Gran Principe di Kiev, fonda la Cattedrale dell'Assunzione a Smolensk, la prima chiesa in mattoni del luogo, simile alla Cattedrale di Kiev. Il grande edificio a 6 colonne prende diversi decenni per essere completato. Viene infine consacrata nel 1150 durante il regno del nipote di Vladimir, Rostislav I di Kiev, Principe di Smolensk. Nel corso dei successivi 500 anni, la chiesa sopravvisse a numerose guerre e incendi. Particolarmente grave furono i danni inflitti durante il grande assedio di Smolensk (1609-1611) da parte dei Polacchi quando la chiesa saltò in aria, e in seguito completamente ricostruita dai Russi.
Un altro edificio estremamente interessante è il Katholikon del Monastero Jur'ev, commissionata nel 1119 dal principe Vsevolod di Pskov. L'architetto era conosciuto come Maestro Pietro, uno dei pochi architetti menzionati all'epoca in Russia. L'esterno è caratterizzato da finestre strette binate che si susseguono su tutta la facciata, le pareti interne raggiungono un'altezza di 20 metri. I suoi pilastri sono poco distanziati a evidenziare l'altezza delle volte. L'interno venne affrescato e costituisce un esempio fra i più rari di dipinti russi del tempo.
L'architettura civile della Rus' di Kiev è appena sopravvissuta, oggi si può vedere la Porta d'Oro di Kiev che eretta la prima volta nel 1037 da Jaroslav I di Kiev, venne ricostruita fedelmente nel 1982 per i festeggiamenti dei 1500 anni della fondazione della città.

### Scuola di Vladimir-Suzdal' (XII-1238)

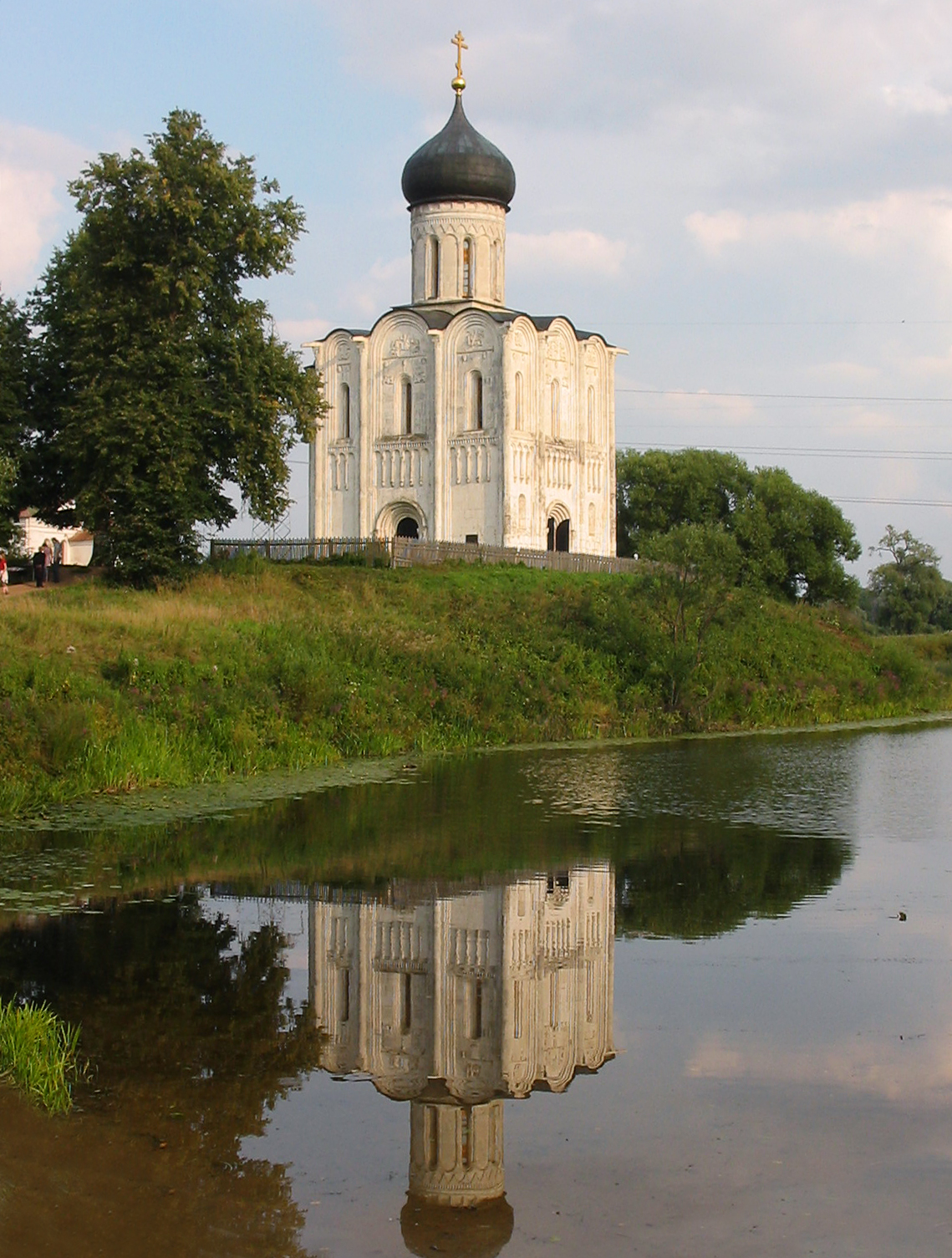
Chiesa dell'Intercessione sul Nerl' a Bogoljubovo

A causa dei gravi problemi di successione al trono, dal 1054 inizia il lento declino della Rus' di Kiev come centro politico.
Saranno altri centri feudali a proseguire la storia dell'Architettura in Russia. È il momento dell'antico Principato di Vladimir-Suzdal', che dettò i canoni dello stile russo fino al 1238, quando venne devastato dalla furia dei Mongoli di Batu Khan. La capitale del Principato era la città di Suzdal', ma dal 1169 venne spostata a Vladimir, che continuò ad essere considerata capitale dello Stato russo, anche sotto il giogo mongolo, fino al XIV secolo, quando questo ruolo passò definitivamente alla città di Mosca.
Pur continuando le tradizioni bizantine e kievane, lo stile architettonico viene man mano interpretato e modificato secondo quel gusto e tradizioni popolari che lo porterà ad acquisire le sue proprie caratteristiche individuali. Pianta a croce greca inscritta in un quadrato di nove campate o pianta a croce latina iscritta in un rettangolo di dodici campate; una massa cubica divisa verticalmente a rimarcare le divisioni interne (tre parti per la facciata e l'abside, tre o quattro parti per i lati a seconda della pianta greca o latina) da cui svettano una o più cupole; tre absidi terminali. L'architettura di Vladimir-Suzdal' raggiungerà il suo apice sotto il regno di Andrej Bogoljubskij. Nella nuova capitale del principato, Vladimir, inizia un'attiva opera di costruzione atta a erigerne i suoi più monumentali edifici: la Cattedrale della Dormizione e la Porta d'Oro. Uno dei monumenti più importanti della Scuola di Vladimir-Suzdal' è la Chiesa dell'Intercessione sul Nerl' a Bogoljubovo, costruita nella metà del secolo XII e considerato uno dei templi più perfetti della Russia, rimasta pressoché intatta fino ad oggi.
Dell'architettura civile della Scuola di Vladimir-Suzdal' non è rimasta gran traccia, solo la Porta d'Oro di Vladimir, nonostante la forte riduzione del XVIII secolo, potrebbe essere considerato come un autentico monumento del periodo pre-mongolo. Nel 1940, l'archeologo Nikolaj Voronin ha scoperto i resti ben conservati del Palazzo del principe Andrej Bogoljubskij a Bogoljubovo (risalente al 1158-65).
Le opere di questo stile sono stati classificati come i Monumenti bianchi di Vladimir e Suzdal' e dichiarati Patrimonio dell'umanità dall'UNESCO.

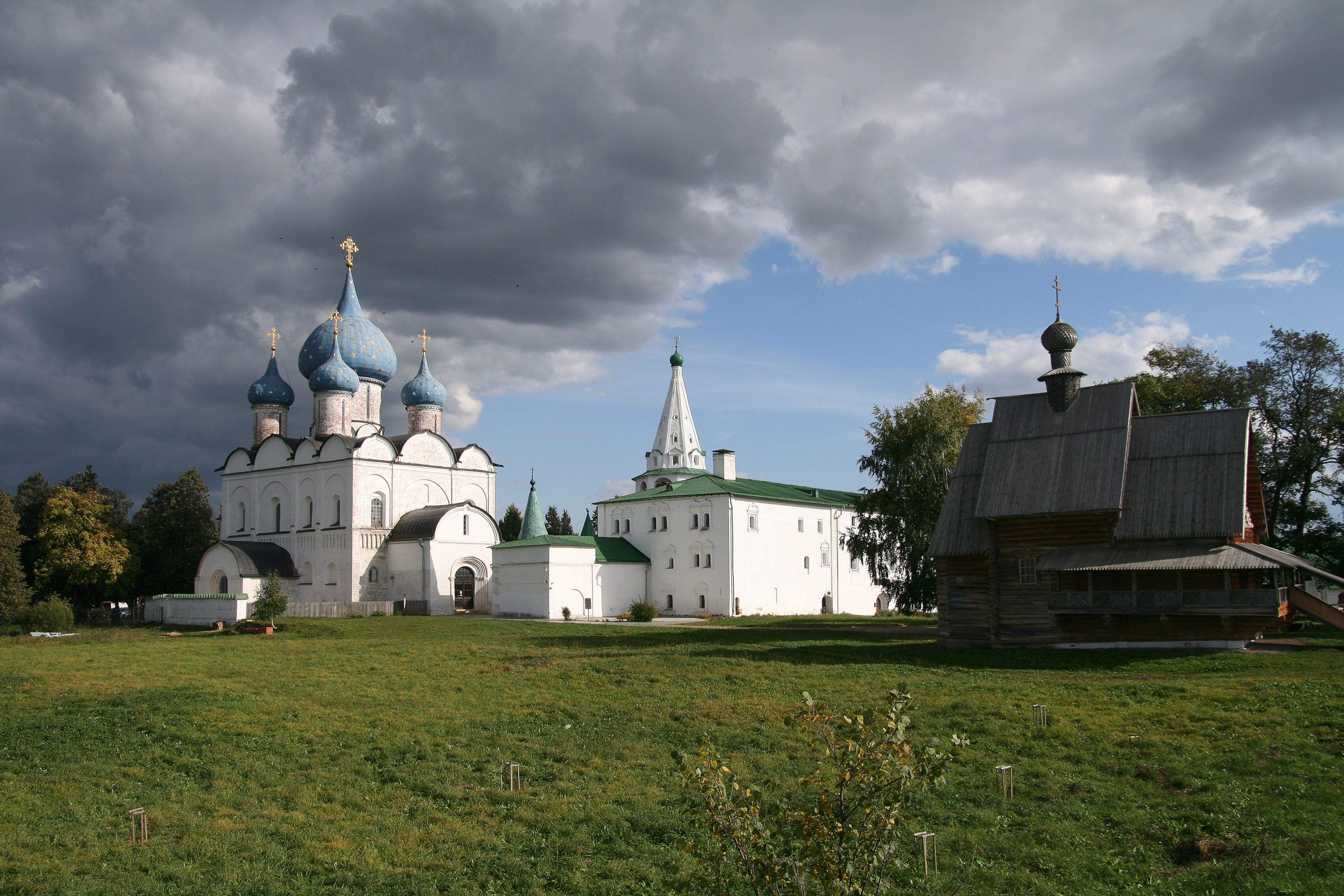
il Cremlino di Suzdal'
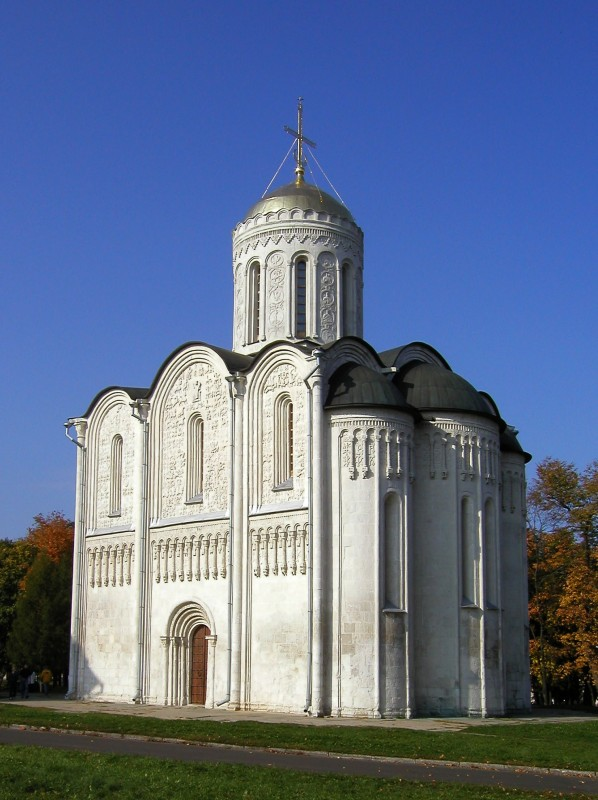
la Cattedrale di San Demetrio a Vladimir
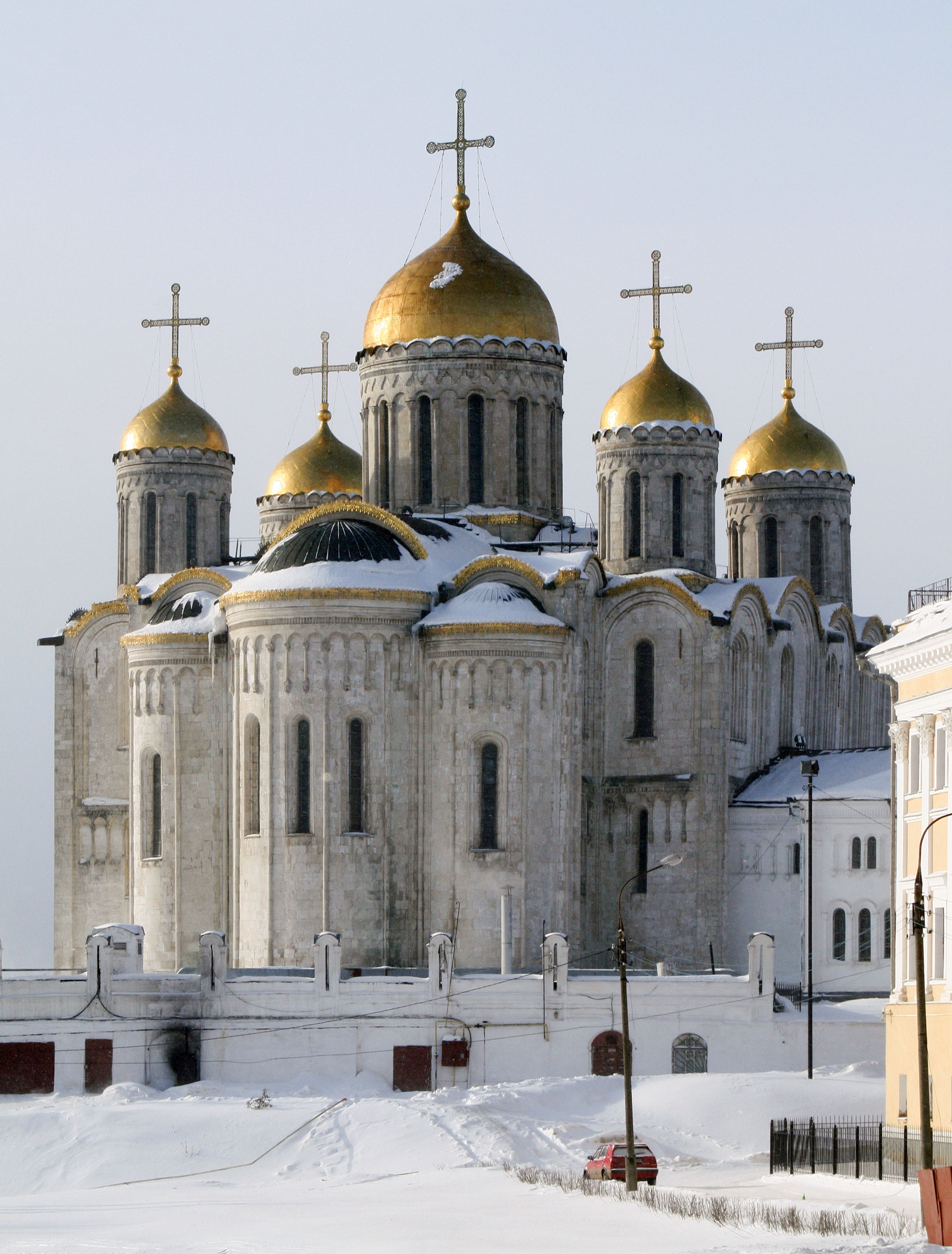
la Cattedrale della Dormizione a Vladimir
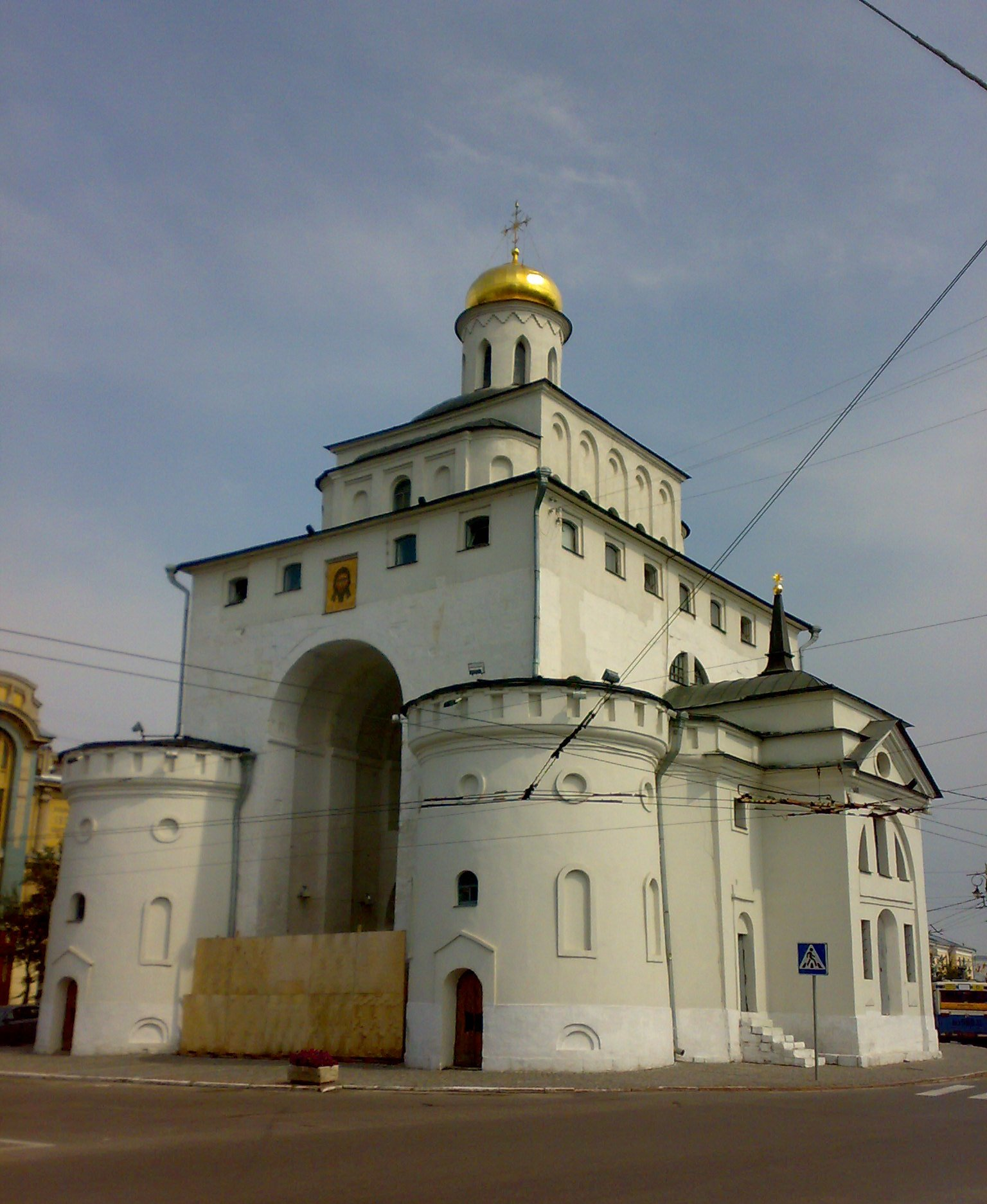
la Porta d'Oro di Vladimir

### Repubblicano (XIV-XVI secolo)
Dopo l'invasione mongola, solo le città di Velikij Novgorod e Pskov, rispettivamente capitali della Repubblica di Novgorod e di Pskov, che rettesi già in repubbliche o Città-Stato, scamparono alle devastazioni pagando un tributo ai mongoli riuscirono a salvarsi e restare indipendenti. Saranno le loro scuole a continuare la tradizione architettonica arrivata dall'Impero bizantino e ormai resa russa dai passaggi precedenti.

### Moscovita (XIV-XVI secolo)

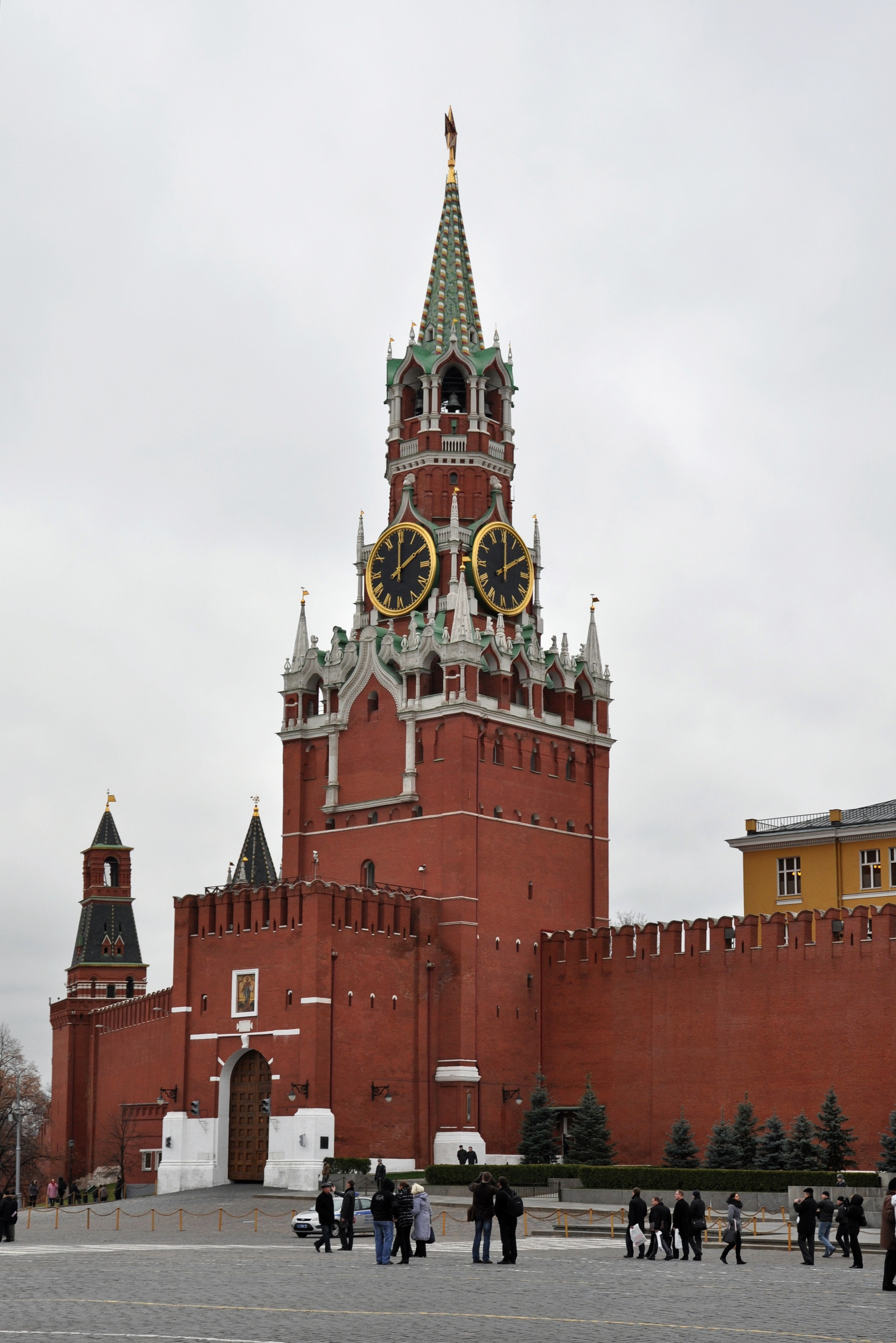
La Torre del Salvatore, una delle entrate del Cremlino.

I Mongoli saccheggiarono il paese così a fondo che capitali anche (come Mosca o Tver) non potevano permettersi nuove chiese in pietra per più di mezzo secolo. Novgorod e Pskov sfuggito il giogo mongolo, tuttavia, e si è evoluta in repubbliche commerciali di successo; decine di chiese medievali (dal 12 ° secolo e dopo) sono state conservate in queste città. Le chiese di Novgorod (come il Salvatore-on-Ilyina-Street, costruita nel 1374), sono ripide con il tetto e circa scolpito; alcuni contengono magnifici affreschi medievali. Le piccole e suggestive chiese di Pskov presentano molti elementi di novità: archi mensola, i portici delle chiese, gallerie d'esterni e campanili. Tutte queste caratteristiche sono stati introdotti da Pskov a muratori Moscovia, dove hanno costruito numerosi edifici nel corso del 15 ° secolo (tra cui la Chiesa Deposizione del Cremlino di Mosca (1462) e la Chiesa di Santo Spirito della Santa Trinità Lavra, costruita nel 1476).

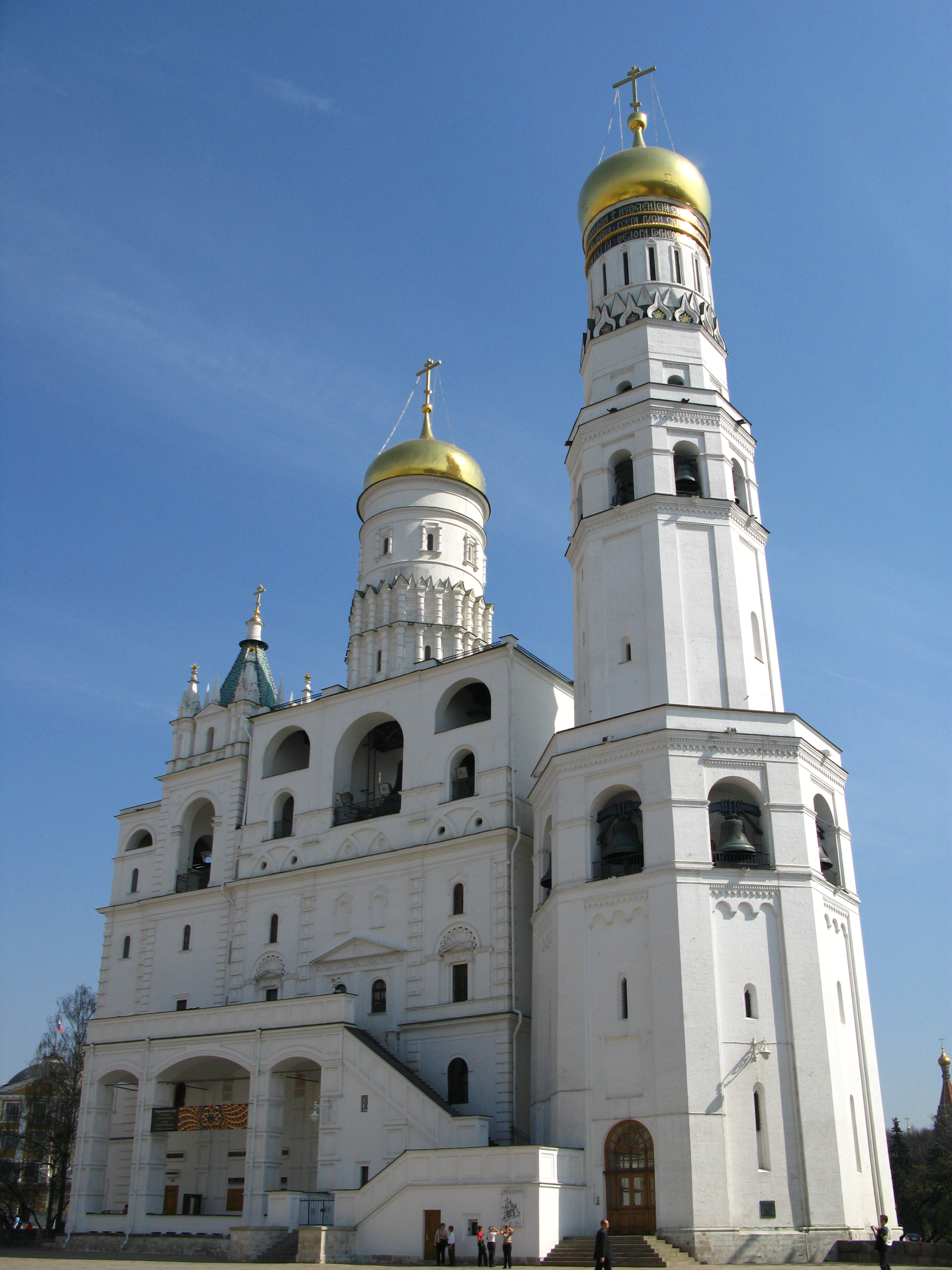
Il Campanile di Ivan il Grande a Mosca.

Le chiese di Moscovia 14 ° secolo sono pochi, e la loro età sono contestati. Tipici monumenti-si trovano in Nikolskoe [disambiguazione necessaria] (nei pressi di Ruza, forse dai 1320) e Kolomna (forse dal secondo decennio del 14 ° secolo) -sono diminutivo chiese fortificate single-cupola, costruita di circa scavata ( "selvaggio") pietra e in grado di sopportare brevi assedi. Dalla costruzione della cattedrale assunzione in Zvenigorod (eventualmente nel 1399), muratori Muscovite riacquistato la padronanza dei costruttori pre-mongole e risolti alcuni dei problemi costruttivi che avevano sconcertati loro predecessori. monumenti Firma di prima architettura moscovita si trovano nella Santa Trinità Lavra (1423), Monastero di Zvenigorod Savvin (forse 1405) e S. Monastero Andronik a Mosca (1427).
Entro la fine del 15 ° secolo Moscovia era così potente uno stato che il suo prestigio richiesto magnifici, edifici multi-cupola alla pari con le cattedrali pre-mongole di Novgorod e Vladimir. Essi riproducono antiche strutture Vladimir in tre grandi cattedrali del Cremlino di Mosca, e decorate con motivi rinascimentali italiani. Queste cattedrali del Cremlino ambiziosi (tra i quali il Dormizione e Arcangelo cattedrali) sono stati imitati in tutta la Russia nel corso del 16 ° secolo, con nuovi edifici tendono ad essere più grandi e più vistoso rispetto ai loro predecessori (per esempio, la Cattedrale Odigitria del convento di Novodevichy dal 1520).
A parte le chiese, molte altre strutture risalgono al regno di Ivan III. Questi includono le fortificazioni (Kitai-Gorod, il Cremlino (le sue torri attuali sono state costruite successivamente), Ivangorod), le torri (Ivan il Grande Torre Bell) e palazzi (Palazzo dei Diamanti e Palazzo Uglich). Il numero e la varietà di edifici esistenti possono essere attribuiti al fatto che gli architetti italiani convinti moscoviti ad abbandonare prestigioso, costoso e ingombrante calcare per mattoni molto più economico e più leggero come il materiale da costruzione principale.

### Zarista (XVI secolo)
Dal XVI secolo un particolare elemento dell'architettura religiosa russa è il kokošnik. Si tratta di una struttura presente sulle cupole delle chiese, fatta di linee curve continue e doppie, concave sopra e convesse sotto, con la sommità appuntita. Prendono nome da antichi copricapo femminili russi che si chiamavano appunto kokošnik ed avevano la medesima forma.

## Barocco

### Barocco ucraino

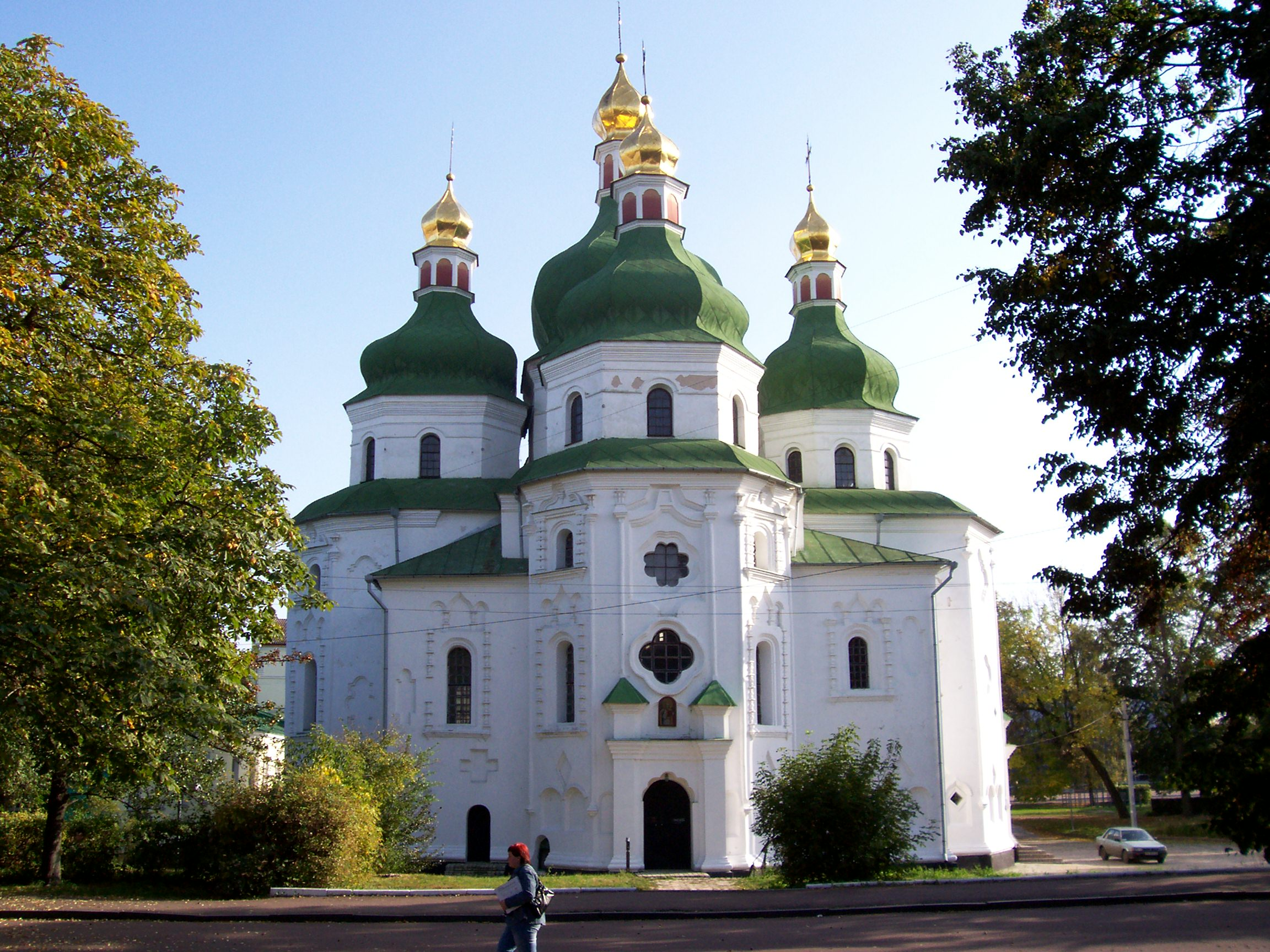
Cattedrale di San Nicola a Nižyn, esempio di barocco ucraino

Il barocco ucraino presenta forme e ornamenti più semplici rispetto a quello europeo e introdusse le cupole a cipolla, tipiche delle chiese russe, insieme ai rivestimenti dorati delle cappelle.

### Barocco moscovita
Il barocco moscovita consiste in una fusione tra l'architettura russa con il barocco arrivato in Russia tramite il barocco ucraino. Questo stile è noto anche come "barocco Naryškin" dal nome della prima famiglia che investì nell'impiego di esso. La Cattedrale di San Basilio è un celebre esempio di barocco moscovita.

### Barocco petrino

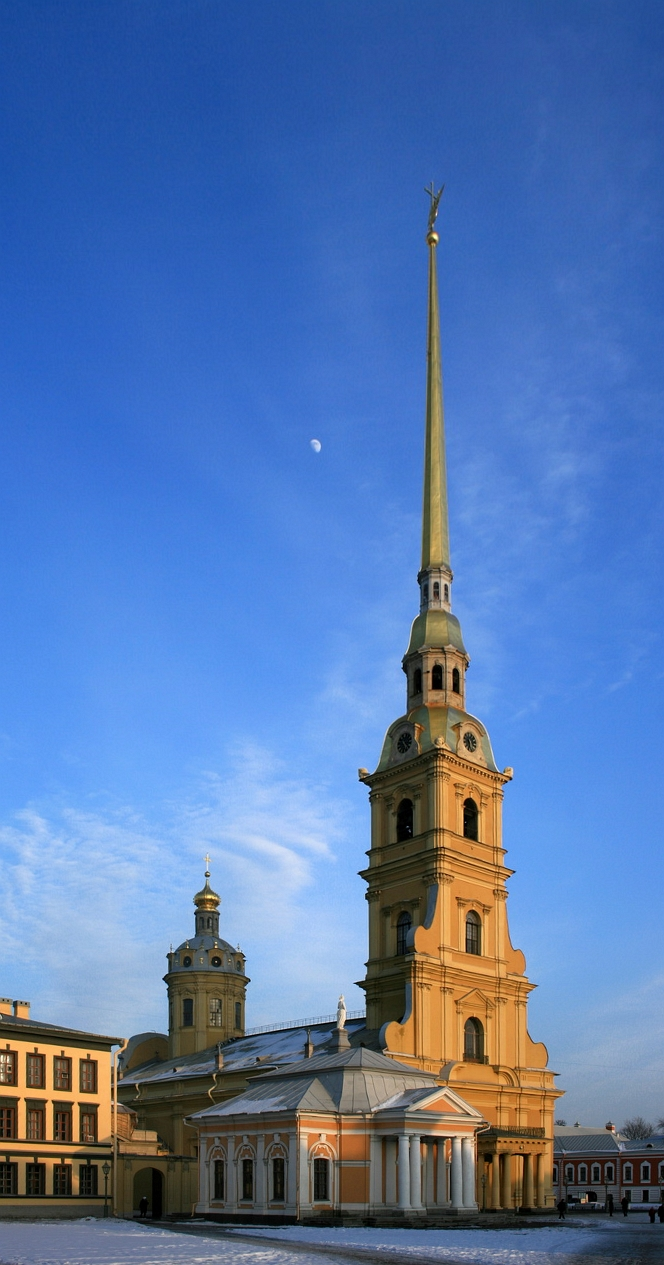
La Cattedrale dei Santi Pietro e Paolo a San Pietroburgo, un esempio di barocco petrino.

Il barocco petrino nasce a San Pietroburgo all'inizio del XVIII secolo e, a differenza di quello moscovita, non presenta più l'influenza dell'architettura bizantina diffusa allora in Russia, ma presenta segni di altri stili nordici (tra i quali quello olandese, danese e svedese).

### Barocco elisabettiano
Nel 1741 venne eletta nuova zarina Elisabetta di Russia, figlia di Pietro il Grande, sotto il cui regno (1741-1762) ci fu un'ulteriore evoluzione dell'architettura. Il barocco elisabettiano riprende alcuni dettagli dell'antica architettura russa e il suo architetto di spicco fu Bartolomeo Rastrelli, autore del famoso Palazzo d'Inverno e della Cattedrale della Resurrezione. Sorprendentemente, però, lo stile scomparve poco dopo la morte della zarina.

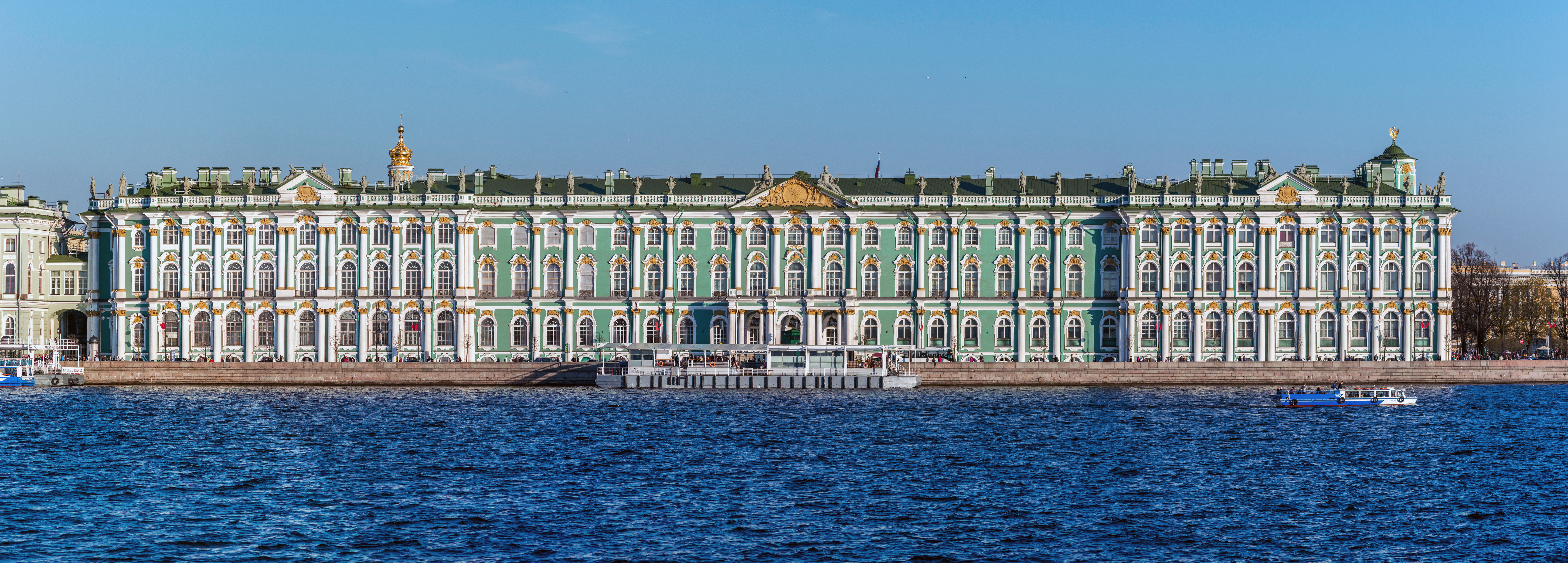
Il Palazzo d'Inverno, San Pietroburgo
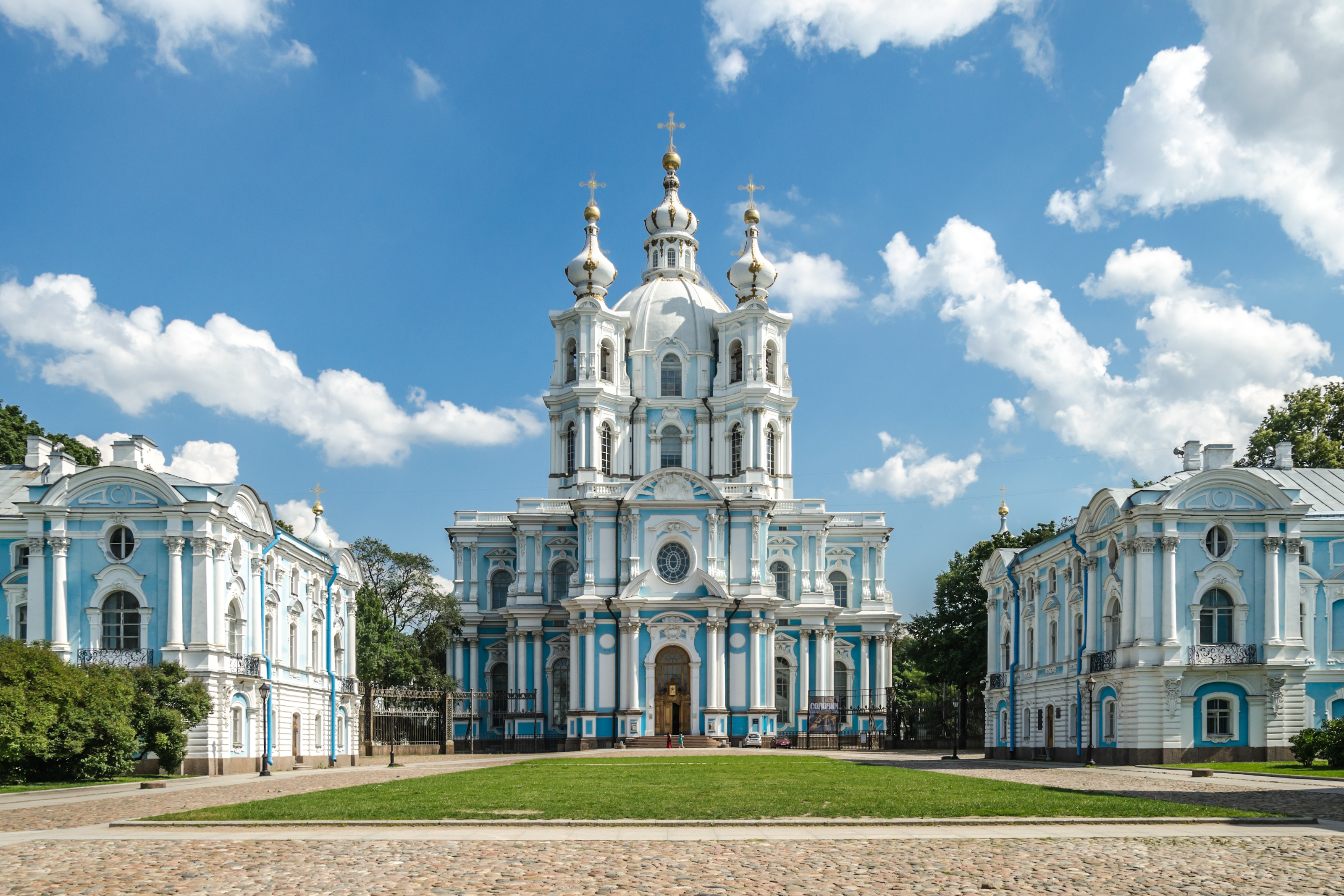
La Cattedrale della Resurrezione

## Neoclassico

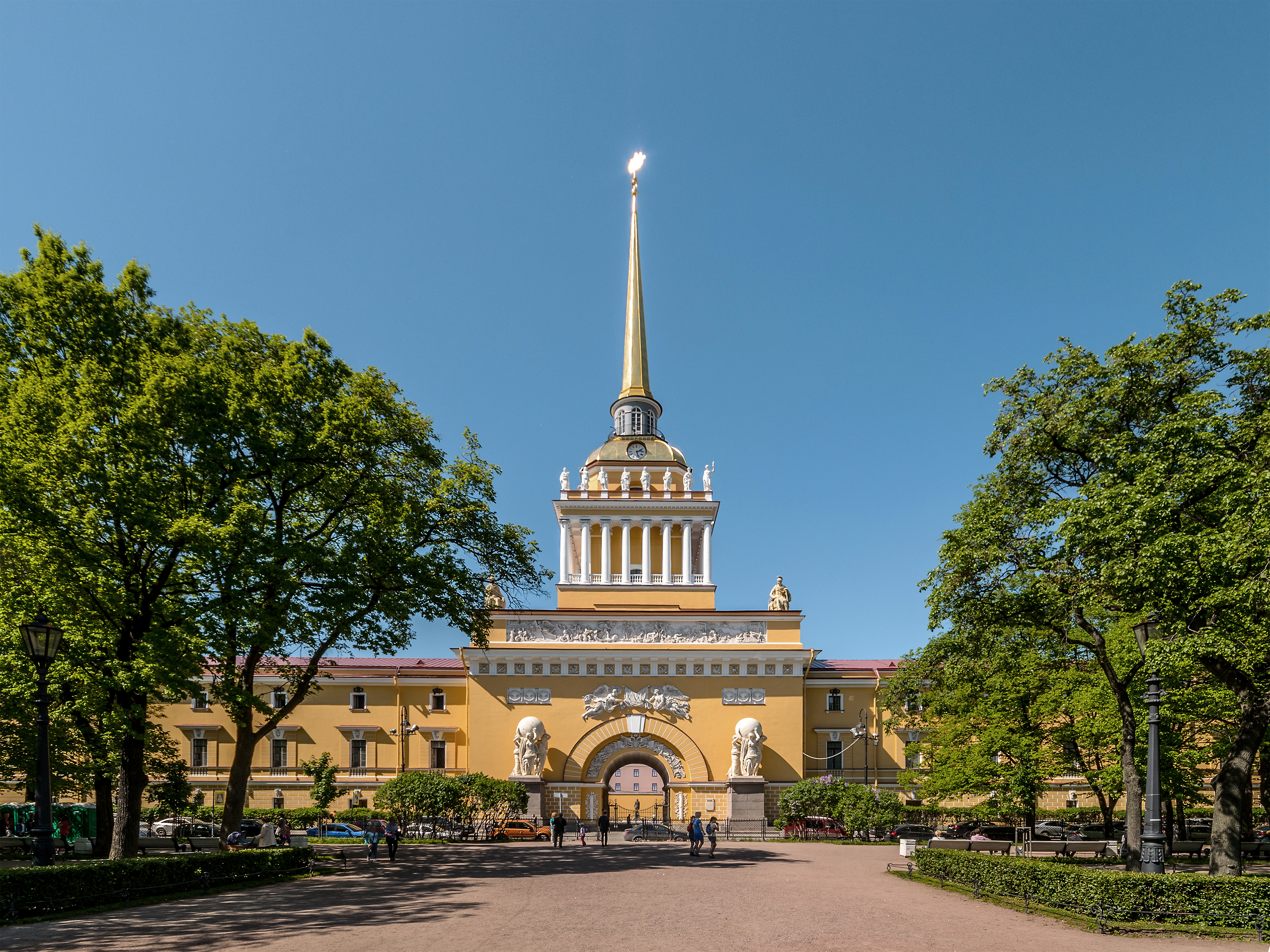
Ammiragliato di San Pietroburgo

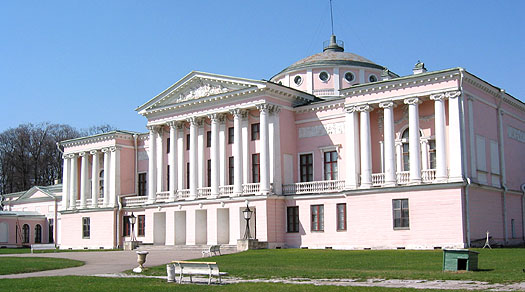
Castello di Ostankino a Mosca di Francesco Camporesi, 1797

Nel 1762 Caterina la Grande divenne imperatrice della Russia; appartenente alla classe cosmopolita europea del XVIII secolo, il suo lungo regno è stato definito l'età dell'oro dell'Impero russo e della sua nobiltà. L'era cateriniana segnò una svolta nell'istruzione della nobiltà, nell'arte e nella letteratura. Il francese divenne la lingua di corte e con la lingua arrivarono anche le idee dell'illuminismo.
Durante il suo regno Pietroburgo si trasformò in una moderna capitale.
Con la salita al trono di Caterina II, Antonio Rinaldi, che aveva precedentemente lavorato per il cortile della Reggia di Oranienbaum, divenne architetto di corte. Rifiutò di imitare le grandiose realizzazioni di Rastrelli e introdusse lo stile rococò nell'architettura di corte. Negli anni successivi al 1760, Rinaldi, come altri rinomati architetti, abbandonò lo Stile barocco e si rivolse all'estetica del Classicismo. Alcune famose architetture da lui progettate sono il Palazzo di Marmo e la reggia di Gatcina.
Nel 1763 Caterina aveva commissionato all'architetto francese Jean-Baptiste Michel Vallin de La Mothe ed al russo Aleksandr Filippovič Kokorinov la costruzione della nuova sede dell'Accademia russa di belle arti a Pietroburgo. Il de La Mothe dal 1761 al 1767 aveva realizzato diverse architetture e nel 1766 era divenuto l'architetto di corte.
Nel 1773 l'imperatrice scrisse una lettera all'accademia di Francia annunciando un concorso in cui si chiedeva che degli architetti progettassero una casa in cui fossero presenti contemporaneamente forme delle antichità greche e romane. Due accademici francesi inviarono dei loro disegni ma questi non vennero accolti favorevolmente. Per cui Caterina nel 1778 aveva dichiarato di voler assumere due architetti italiani e nel 1779 aveva dato incarico ai suoi emissari di trovare i due architetti. Furono chiamati Giacomo Quarenghi (1744-1812) e Giacomo Trombara, che arrivarono in Russia dopo lo scozzese Charles Cameron (1743-1812).

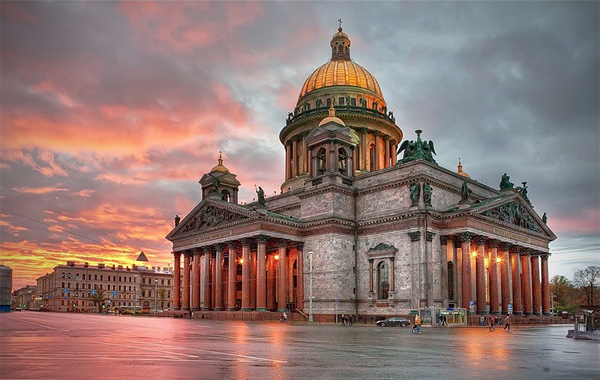
La Cattedrale di Sant'Isacco a San Pietroburgo.

Charles Cameron, autore della Galleria Cameron nel Palazzo di Caterina a Carskoe Selo fra il 1781 ed il 1796 realizzò il Palazzo di Paolo I a Pavlovsk, che, nella sua versione originaria, era stato uno dei primi esempi di villa palladiana realizzate in Russia
Nel parco della reggia, Cameron fece erigere il primo tempietto dorico di tutta la Russia.
Il Quarenghi, che divenne l'architetto ufficiale di Caterina II; tra il 1780 ed il 1785 trasformò Pietroburgo in una città classica. Realizzò numerosi palazzi e portò in auge un originale stile monumentale, d'ispirazione palladiana, come nel caso del Teatro dell'Ermitage (1782-1785) il cui interno è ispirato al Teatro Olimpico di Vicenza o nella più sobria Accademia russa delle scienze dove l'esterno, privo di ornamenti, è marcato da un pesante portico in ordine ionico e all'interno le eleganti proporzioni e la solennità degli spazi ricordano il gusto dell'antica Roma.
Il palazzo della Borsa di Pietroburgo, disegnata dal francese Jean-François Thomas de Thomon, costruito fra il 1805 ed 1810, è un rilevante esempio di architettura neogreca ispirata al Tempio di Era di Paestum, nel 1811 furono inoltre erette delle colonne rostrali.
Alla Borsa, sorta mentre Andrej Nikiforovič Voronichin innalzava la Cattedrale di Kazan, seguirono quindi l'Ammiragliato di Andrejan Dmitrievič Zacharov, 1806-1815, dove riecheggiano le proporzioni in grande scala di Boullée, la Cattedrale di Sant'Isacco (il cui disegno si basa sul Pantheon parigino) e le architetture italianeggianti di Carlo Rossi (ad esempio il Palazzo del Senato e il Palazzo Michajlovskij), che resero San Pietroburgo, con le sue facciate in stucco colorato e dettagli emergenti in bianco, una delle città più coerentemente neoclassiche d'Europa.
L'influenza del neoclassico ebbe un impatto anche maggiore a Mosca dove, a seguito dell'incendio di Mosca del 1812, furono ricostruite migliaia di abitazioni e numerosi palazzi rappresentativi. Il nome legato a molte architetture classicheggianti di Mosca è quello di Matvej Fëdorovič Kazakov (1738-1812), al quale si deve il Palazzo del Senato al Cremlino. Invece, sul finire del Settecento, un certo numero di edifici classicheggianti di Mosca sono riconducibili al suddetto Giacomo Quarenghi, al quale, sulla scia di Kazakov, fecero seguito architetti quali Domenico Gilardi (che si rifà allo stile imperiale) e Giuseppe Bove (attivo durante la ricostruzione della città dopo il disastroso incendio del 1812).
Lo stesso vale per Odessa che fra la fine del XVIII secolo e la prima metà dell'800 venne praticamente ricostruita.

## Neobizantino
L'architettura neobizantina in Russia, più precisamente architettura neorussa (in russo: псевдорусский стиль, неорусский стиль?), è un insieme di differenti movimenti sviluppatisi all'interno dell'architettura russa dal secondo quarto del XIX secolo e rappresentanti un'unione a vari livelli dell'architettura russa antecedente Pietro il Grande ed elementi dell'architettura bizantina.
Il neobizantino in architettura salì alla ribalta all'interno di quel clima di rinnovato interesse verso un'architettura nazionale che si sviluppò in tutta Europa durante il XIX secolo, rappresentando un'interpretazione ed una stilizzazione del patrimonio architettonico russo. Talvolta il revival russo viene erroneamente interpretato come lavoro di studio e ricomposizione di elementi della precedente cultura architettonica russa, sebbene la maggioranza degli architetti fautori del revival non si siano direttamente - o esclusivamente - riferiti alla tradizione. Rappresentando esso invece un'abile stilizzazione, numerosi elementi propri del neo-russo sono stati in seguito combinati con elementi appartenenti ad altri stili nazionali e internazionali.

## Moderno

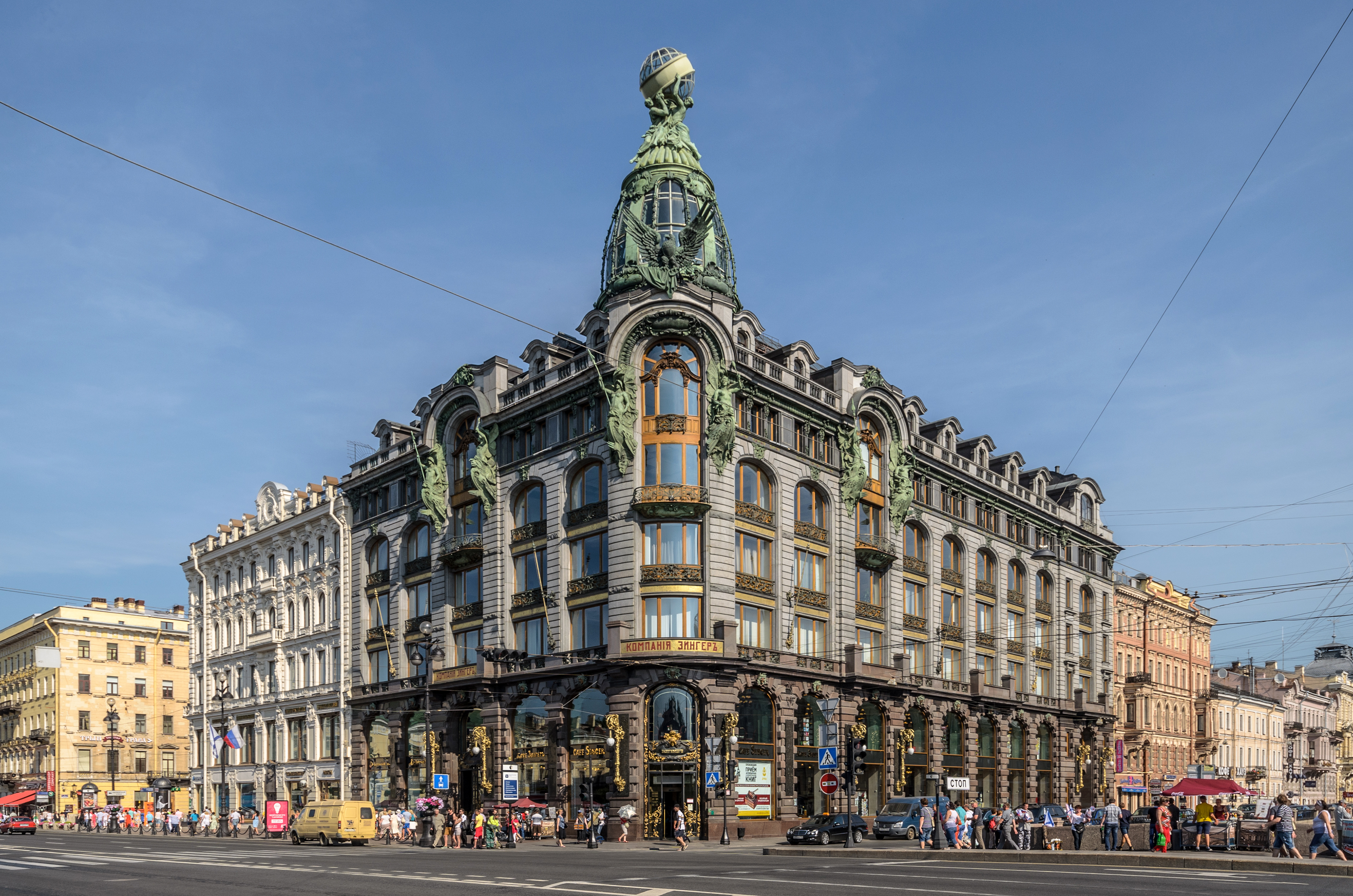
La Casa dei libri a San Pietroburgo è un esempio di architettura modernista in Russia.

Il primo lavoro modernista in Russia è considerato la dacia del granduca Boris Vladimirovič, costruito dagli architetti Sherborn e Scott nel 1897 a Puškin. Uno dei più notevoli e tipici monumenti di Art Nouveau a San Pietroburgo è la Casa Singer (ora la "Casa dei Libri") sulla Prospettiva Nevskij. Da un lato, l'edificio non è collegato con l'insieme circostante, considerato un errore urbanistico, d'altra parte, è un esempio di un layout di successo nelle difficili condizioni (1902-1904, architetto Pavel Sjuzor). Un altro esempio vivo è il negozio di Eliseev, situato nelle vicinanze (1902-1903, architetto Gavriil Baranovskij). Altro edificio in stile Art Nouveau è l'Hotel Astoria a San Pietroburgo (Fëdor Lidval' 1913-1914). 

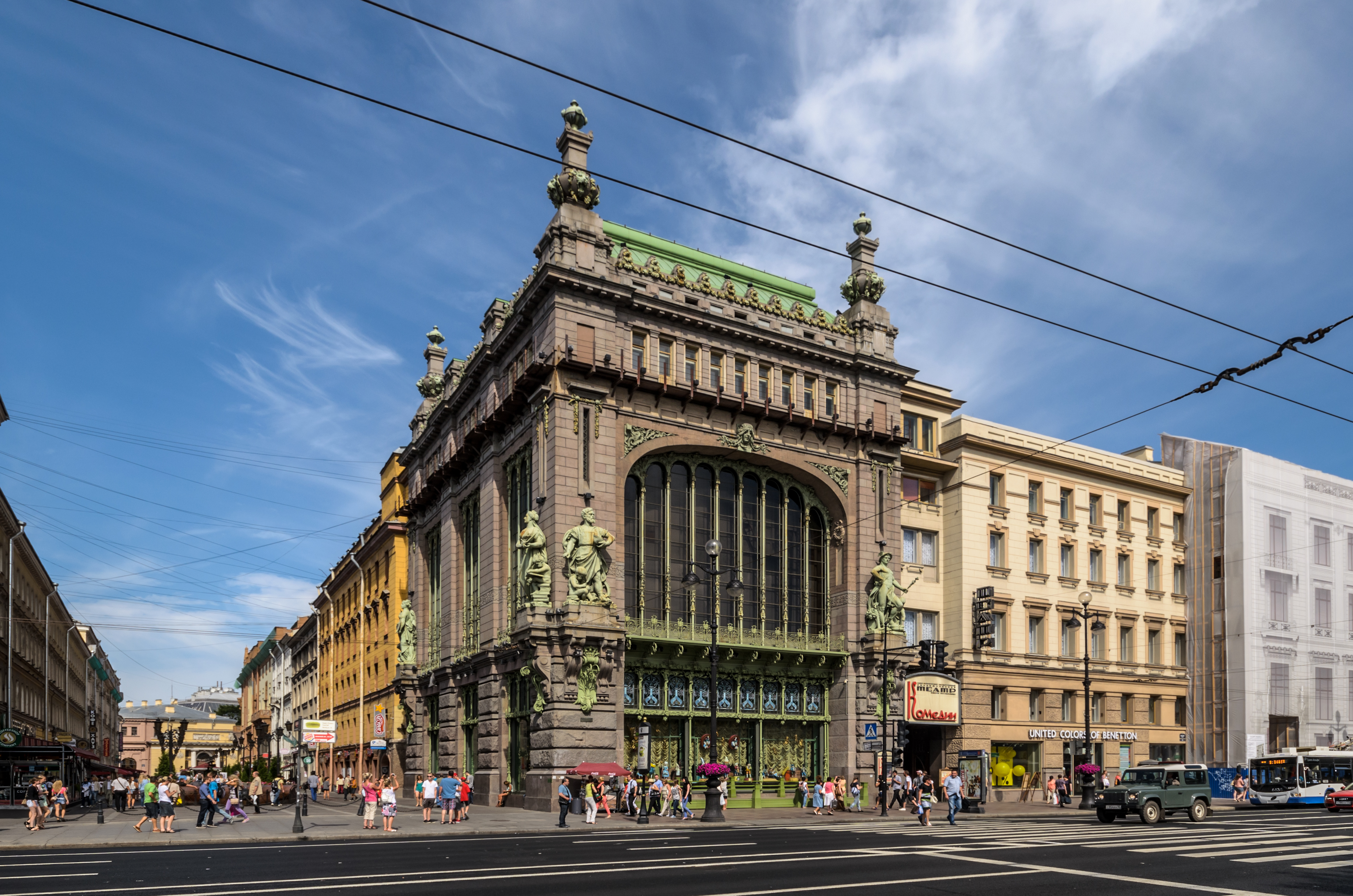
L'Emporio Eliseev

Il primo edificio modernista a Mosca fu il palazzo O. A. List dell'architetto Lev Kekušev del 1898-1899. Esempi brillanti dello stile modernista di Mosca sono i palazzi di Rjabušinskij e Derožin di Fëdor Šechtel', la dimora di Ivan Mindovskij e la casa degli architetti di Lev Kekušev, il condominio di M.V. Sokol' dell'architetto Ivan Maškov. Molti condomini dell'inizio del secolo sono stati costruiti in stile Art Nouveau.
Ottime opere del modernismo russo sono la stazione ferroviaria Jaroslavskij (autore - Fëdor Šechtel'), i magazzini GUM (ex Murray e Meriliz), l'Hotel Metropol' di Mosca e tanti altri. A Mosca lavora una serie di architetti, Fëdor Šechtel', Roman Klejn, Ivan Fomin, che crea un ramo di stile, chiamato modernismo moscovita.

## Classicismo socialista

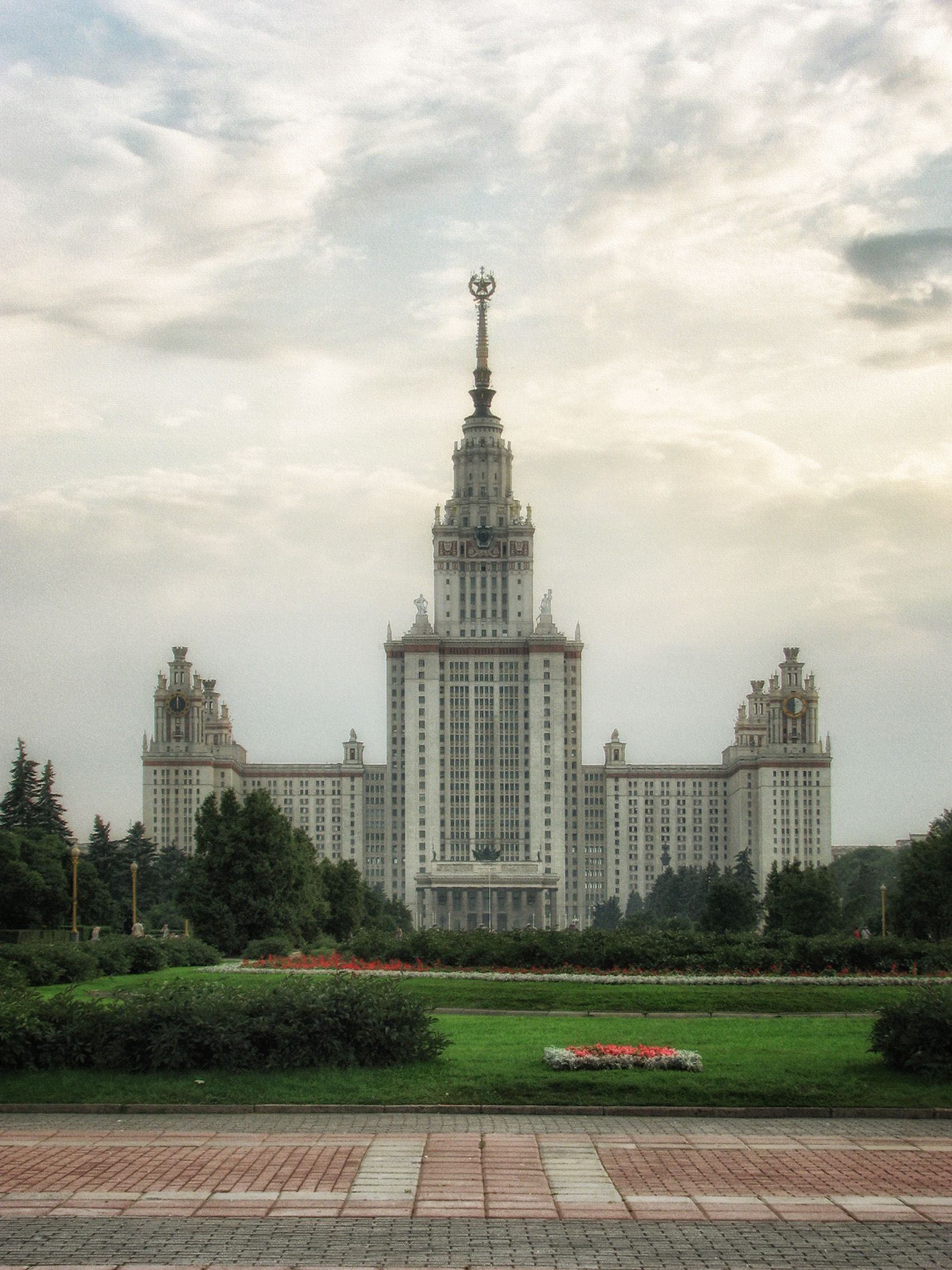
L'Edificio principale dell'Università statale di Mosca.

L'architettura di Stalin fu una direzione dell'architettura dell'URSS dalla metà degli anni Trenta alla metà degli anni Cinquanta, vi è riconoscibile una lega caratteristica di diversi stili architettonici e diversa dalle precedenti tendenze. Sostituito dal razionalismo e dal costruttivismo durante il regno di Stalin, la politica architettonica ha contribuito alla formazione di un classico stile monumentale, in molti modi vicini allo Stile Impero, all'Eclettismo e all'Art déco. Spesso l'architettura di Stalin, con il suo monumentalismo, l'ideologia, il culto del passato eroico, viene considerata nel contesto dell'architettura totalitaria del XX secolo e vede caratteri tipologicamente simili all'architettura moderna italiana e tedesca, ma nell'architettura di Stalin ci sono molte somiglianze con le tendenze architettoniche neoclassiche della prima metà del XX secolo, non associate agli stati totalitari, ad esempio con il neoclassicismo nordico europeo. Dopo la fine della seconda guerra mondiale, l'architettura stalinista, che ha raggiunto la sua maturità e si è diffusa in tutta l'Unione Sovietica, è penetrato nei paesi dell'Europa orientale, della Cina e della Corea del Nord. In Russia, dall'inizio del XXI secolo, c'è un interesse per l'architettura di Stalin, manifestata nei tentativi della sua copia semplificata ("nuove stalinizzazioni") e della ricostruzione di edifici stalinisti con vari gradi di ricostruzione dell'arredamento originale. L'architettura di Stalin incontra e soddisfa le valutazioni più polari - dal riconoscimento del successo eccezionale dell'architettura sovietica e mondiale in generale, alla completa negazione di ogni valore estetico e artistico in esso. In larga misura, tali differenze nelle valutazioni dello stile architettonico sono associate all'ambiguità della valutazione del periodo di Stalin nella storia dell'URSS.